# Leiothrix
Leiothrix är ett släkte av gräsväxter. Leiothrix ingår i familjen Eriocaulaceae.

## Dottertaxa tillLeiothrix, i alfabetisk ordning[1]
- Leiothrix affinis
- Leiothrix amazonica
- Leiothrix angustifolia
- Leiothrix araxaensis
- Leiothrix arechavaletae
- Leiothrix argentea
- Leiothrix argyroderma
- Leiothrix arrecta
- Leiothrix barreirensis
- Leiothrix beckii
- Leiothrix celiae
- Leiothrix cipoensis
- Leiothrix crassifolia
- Leiothrix curvifolia
- Leiothrix cuscutoides
- Leiothrix dielsii
- Leiothrix distichoclada
- Leiothrix dubia
- Leiothrix echinocephala
- Leiothrix edwallii
- Leiothrix flagellaris
- Leiothrix flavescens
- Leiothrix flexuosa
- Leiothrix fluitans
- Leiothrix fluminensis
- Leiothrix fulgida
- Leiothrix glandulifera
- Leiothrix glauca
- Leiothrix gomesii
- Leiothrix gounelleana
- Leiothrix graminea
- Leiothrix hatschbachii
- Leiothrix heterophylla
- Leiothrix hirsuta
- Leiothrix itacambirensis
- Leiothrix lanifera
- Leiothrix linearis
- Leiothrix longipes
- Leiothrix luxurians
- Leiothrix mendesii
- Leiothrix michaelii
- Leiothrix milho-verdensis
- Leiothrix mucronata
- Leiothrix nubigena
- Leiothrix obtusifolia
- Leiothrix pedunculosa
- Leiothrix pilulifera
- Leiothrix prolifera
- Leiothrix propinqua
- Leiothrix retrorsa
- Leiothrix rufula
- Leiothrix rupestris
- Leiothrix schlechtendalii
- Leiothrix sclerophylla
- Leiothrix sinuosa
- Leiothrix spergula
- Leiothrix spiralis
- Leiothrix subulata
- Leiothrix tenuifolia
- Leiothrix tinguensis
- Leiothrix triangularis
- Leiothrix trichopus
- Leiothrix trifida
- Leiothrix vivipara